# Sunsmart Victorian Open 1993
Il Sunsmart Victorian Open 1993 è stato un torneo di tennis giocato sul cemento. È stata l'8ª edizione del torneo, che fa parte della categoria Tier IV nell'ambito del WTA Tour 1993. Si è giocato a Melbourne in Australia dall'11 al 17 gennaio 1993.

## Campionesse

### Singolare
Amanda Coetzer ha battuto in finale  Naoko Sawamatsu  6–2, 6–3

### Doppio
Nicole Bradtke /  Nathalie Tauziat hanno battuto in finale  Cammy MacGregor /  Shaun Stafford con il punteggio di 1–6, 6–3, 6–3